# Platforma HD
Platforma HD war ein russischer Satellitenfernsehanbieter, der die Übertragung des Kanalpaketes in HD-Qualität in dem europäischen Teil der Russischen Föderation anbot. Darüber hinaus wurde die Möglichkeit der Übertragung des hochauflösenden Kanalpakets „Platforma HD“ in die Kabelnetze angeboten.
Am 1. Juli 2012 wurde das Angebot ohne Angabe von Gründen abgeschaltet und ist seitdem nicht mehr nutzbar.

## Geschichte
Am 19. August 2008 begann die Übertragung des kommerziellen Vier-Kanäle-Pakets. Laut Plan sollten 200.000 Abonnenten innerhalb von zwei Jahren angeschlossen werden. Am 2. Dezember desselben Jahres trafen Platforma HD und Eutelsat eine Vereinbarung über die Erhöhung der auf dem Satelliten Eurobird 9A gemieteten Kapazität. Dies ermöglichte, die Anzahl der zu übertragenden Kanäle zu steigern.
Am 1. Februar 2009 startete die Übertragung des Paketes, das 19 russische Antennen- und Satellitenkanäle beinhaltete. Im Mai 2009 wurden zu diesem Paket Kanäle wie „Kinopokaz HD-2“ (Filmvorführung HD-2), „Teleputeschestwija HD“ (TV Reisen HD), „Schenskij Mir“ (Frauenwelt) und „High Life“ hinzugefügt.
Am 2. Februar 2010 erfolgte die Präsentation der ersten russischen Übertragung im 3D-Format bei der Ausstellung CSTB-2010. Am 15. Februar 2010 wurde für den Zeitraum der XXI. Olympischen Winterspiele in Vancouver zum Paket „Platforma HD“ der Kanal „2 Sport 2“ hinzugefügt. Am 1. April 2010 wurde zu dem Paket der Kanal „HD Sport“ hinzugefügt, dessen Produzent „NTV-Plus“ ist. Am 21. Mai wurde das Paket durch den ersten russischen 3D-Fernsehkanal „3DV“ ergänzt. Grundprogramme des Kanals sind Programme über Kultur und Reisen, ebenso Aufführungen des Mariinski-Theaters. Bis zum 1. Januar 2011 blieb der Kanalempfang kostenfrei. Für den Zeitraum der Fußballweltmeisterschaft 2010 in der Republik Südafrika übertrug Platforma HD in seinem Kanalpaket den „2 Sport 2“-Kanal. Am 28. September 2010 wurde in das Paket der Fernsehkanal „Sport 1 HD“ eingefügt.

## Empfohlene Ausrüstung
Für den Empfang der Kanäle in HD-Qualität empfiehlt das Unternehmen, folgende Receiver zu verwenden:
Satelliten:
- General Satellite HD-9300

Kabel:
- General Satellite HD-9320
- General Satellite HD-9322

## Kanäle
Die Übertragung wird über den Satelliten Eurobird 9A (9,0°E) durchgeführt.

### Sonstige zugängliche Kanäle
Außer den Kanälen, die in die „Platforma HD“- und „Platforma DV“-Pakete eingeschlossen sind, ist es möglich, Signale der kostenfreien Fernsehkanäle oder Radiosender zu empfangen, die ohne Kodierung senden.